# Classique des mille caractères

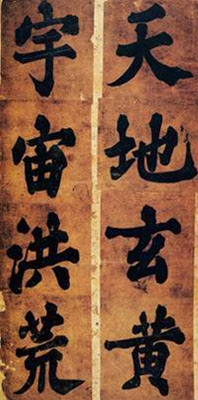
Deux premiers vers du Classique des mille caractères, calligraphie réalisée par le calligraphe coréen Han Ho
Lecture :
♦天：le ciel
♦地：le pays
♦玄：noir
♦黄：jaune
♦宇宙：espace + temps : l'univers
♦洪: vaste 荒：inculte.

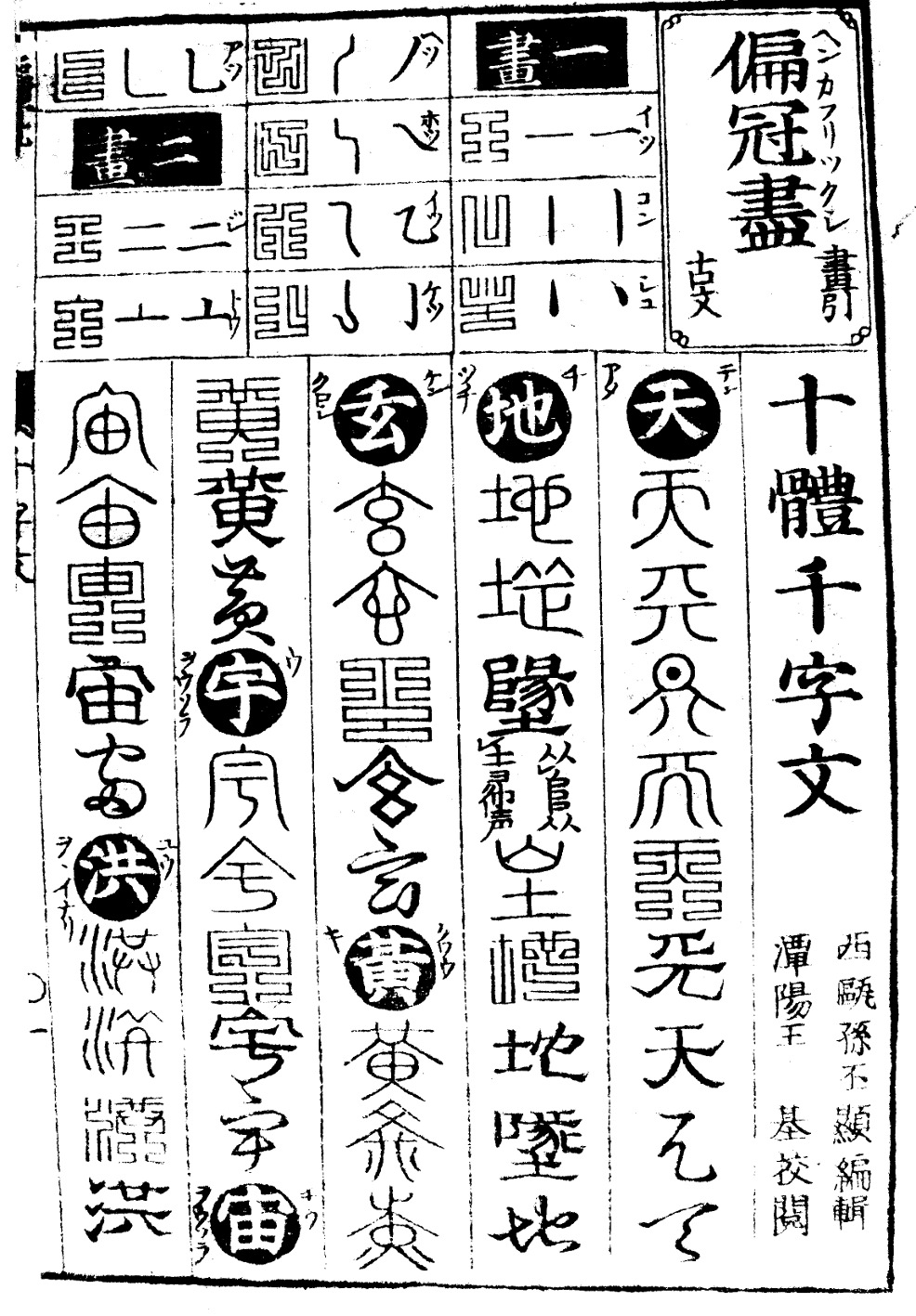
Dictionnaire de styles basé sur le Classique des mille caractères. Page d'un manuel japonais de 1756.

Le Classique des mille caractères (chinois : 千字文 ; pinyin : qiānzìwén) est un des Classiques chinois (voir Autres classiques). Il sert à enseigner les caractères chinois aux enfants. Il contient exactement mille caractères, chacun utilisé une seule fois. 

## Présentation
Le Qianziwen est organisé en 250 vers de quatre caractères, de tiāndì xuánhuáng 天地玄黃 à yān zāi hū yě (焉哉乎也). Le texte est présenté sur 125 lignes de deux vers. Comme le Classique des trois caractères, il contient des principes moraux illustrés par des histoires traditionnelles, des notions de géographie, d'Histoire, de rites et de littérature. 
La tradition rapporte que l'empereur Wu de la dynastie Liang (502-549 période des dynasties du Nord et du Sud) demanda au lettré Zhou Xingsi (周興嗣 470-521) de composer ce poème pour que le prince héritier s'exerce à la calligraphie. 
Le titre complet est 次韻王羲之書千字 Cìyùn Wáng Xīzhī shū qiān zì « Mille Caractères de la calligraphie de Wang Xizhi en poème rimé ». Les caractères de l'original auraient été choisis dans les œuvres du célèbre calligraphe Wang Xizhi (王羲之 303–361) auteur du 兰亭集序 Lántíngjí Xù, la préface au Recueil du pavillon des orchidées. 
Les 1000 caractères du poème sont parfois utilisés pour représenter les nombres de 1 à 1000, garantie contre la fraude.
Le jeu de Keno, dans sa version primitive, aurait utilisé les 120 premiers caractères du Qianziwen. Si cette tradition est véridique, il s'agit d'un texte plus ancien, le Keno étant apparu sous la dynastie Han, cent ans avant l'ère commune. Cependant ces récits, produits par les entreprises de loteries modernes qui vendent le Keno, sont loin d’être authentiques, rien ne permettant d’attester le principe de loteries en Chine avant le XIVe siècle. En revanche, la loterie pak-kop-piu (mandarin bai ge piao), très populaire au XIXe siècle en Chine, utilise bien les 80 (et non 120…) premiers caractères du Qianziwen. Introduite aux États-Unis par les immigrés chinois, elle a donné naissance au Keno.